# Чемпионат СССР по волейболу среди мужчин 1951
XIV чемпионат СССР по волейболу среди клубных команд ДСО и ведомств проходил с 24 по 3 ноября 1951 года в Тбилиси (ГССР) в Парке культуры и отдыха им. С. М. Кирова.
В соревнованиях приняло участие 24 команды из 15 союзных республик (кроме Туркменской), причём от РСФСР и УССР в турнире принимали участие клубные команды, а от остальных республик - сборные. 
РСФСР («Динамо» Москва, ДО Ленинград, ЦДСА, «Локомотив» Москва, «Наука» Свердловск, ВММА Ленинград, «Наука» Грозный, «Политехнический институт» Ленинград);
УССР («Наука» Харьков, «Медик» Одесса, «Спартак» Киев).
Соревнования прошли в два этапа - предварительный, на котором определилась восьмёрка финалистов, и финальный, где они поборолись за медали, а 16 неудачников разыграли места с 9-го по 24-е.
После двухлетнего перерыва чемпионское звание вернули себе динамовцы Москвы, чьи лидеры — Валентин Китаев, Владимир Щагин и Алексей Якушев с триумфом вернулись с европейского первенства, закончившегося за месяц до начала турнира.
Неожиданным выглядит успех киевского «Спартака», завоевавшего свои первые медали в напряжённой борьбе с более искушёнными москвичами из ЦДСА и «Локомотива».

## Результаты

### Финальный турнир
Восьмёрка сильнейших команд по итогам предварительного этапа разыграли медали по круговой системе.
|                       | 1   | 2   | 3   | 4   | 5   | 6   | 7   | 8   | И | В | П | С/П   | О  |
| --------------------- | --- | --- | --- | --- | --- | --- | --- | --- | - | - | - | ----- | -- |
| 1. «Динамо» Москва    |     | 3:0 | 3:2 | 3:2 | 3:1 | 3:1 | 3:1 | 3:0 | 7 | 7 | 0 | 21:7  | 14 |
| 2. «Спартак» Киев     | 0:3 |     | 3:2 | 2:3 | 3:1 | 3:1 | 3:0 | 3:1 | 7 | 5 | 2 | 17:11 | 12 |
| 3. «Локомотив» Москва | 2:3 | 2:3 |     | 3:0 | 3:2 | 3:1 | 3:0 | 3:0 | 7 | 5 | 2 | 19:9  | 12 |
| 4. ЦДКА Москва        | 2:3 | 3:2 | 2:3 |     | 3:2 | 0:3 | 3:1 | 3:2 | 7 | 4 | 3 | 16:16 | 11 |
| 5. ДО Ленинград       | 1:3 | 1:3 | 0:3 | 2:3 |     | 3:1 | 3:1 | 3:0 | 7 | 3 | 4 | 13:14 | 10 |
| 6. Сборная АзССР      | 1:3 | 1:3 | 1:3 | 3:0 | 1:3 |     | 3:2 | 3:0 | 7 | 3 | 4 | 13:14 | 10 |
| 7. «Наука» Харьков    | 1:3 | 0:3 | 0:3 | 1:3 | 1:3 | 2:3 |     | 3:1 | 7 | 1 | 6 | 8:19  | 8  |
| 8. «Медик» Одесса     | 0:3 | 1:3 | 0:3 | 2:3 | 0:3 | 0:3 | 1:3 |     | 7 | 0 | 7 | 4:21  | 7  |

### Утешительный турнир
9. ВММА Ленинград

10. Сборная ГССР

11. Сборная БССР

12. «Политехнический институт» Ленинград

13. Сборная ЭССР

14. «Наука» Грозный

15. «Наука» Свердловск

16. Сборная АрмССР

17. Сборная ЛатССР

18. Сборная УзССР

19. Сборная КФССР

20. Сборная МССР

21. Сборная КазССР

22. Сборная КирССР

23. Сборная ЛитССР

24. Сборная ТаджССР

## Призёры
«Динамо» (Москва): А. Ефимов, Валентин Китаев, Б. Кошелкин, Е. Кузьмин, Виктор Мальцман, И. Савкин, Анатолий Седов, П. Трегубов, Владимир Щагин, Алексей Якушев. Тренер — Николай Бендеров.
 «Спартак» (Киев): Михаил Берлянд, К. Блудов, Лев Вайнтрауб, Ф. Гладыш, М. Круглов, А. Моисеенко, Михаил Пименов, Ю. Савченко, Ю. Сайко, В. Чижов. Тренер — В. Шелковский.
 «Локомотив» (Москва): Мирон Винер, Борис Глаголин, Евгений Егнус, Е. Казинский, К. Кравчинский, Михаил Крылов, А. Маментьев, А. Миртов, Сергей Нефёдов, Дмитрий Фёдоров. Тренер — Дмитрий Фёдоров.